# Cubazomus montanus
Cubazomus montanus är en spindeldjursart som beskrevs av Paul Reddell och James Cokendolpher 1995. Cubazomus montanus ingår i släktet Cubazomus och familjen Hubbardiidae. Inga underarter finns listade i Catalogue of Life.